# Kurkkiojärvet (Tärendö socken, Norrbotten, 748103-176933)
Kurkkiojärvet är en sjö i Pajala kommun i Norrbotten och ingår i Kalixälvens huvudavrinningsområde. Sjön har en area på 0,0625 kvadratkilometer och ligger 279 meter över havet.

## Delavrinningsområde
Kurkkiojärvet ingår i det delavrinningsområde (747833-177571) som SMHI kallar för Mynnar i Kalixälvens vattendragsyta. Medelhöjden är 293 meter över havet och ytan är 37,37 kvadratkilometer. Det finns inga avrinningsområden uppströms utan avrinningsområdet är högsta punkten. Tiankijoki som avvattnar avrinningsområdet har biflödesordning 2, vilket innebär att vattnet flödar genom totalt 2 vattendrag innan det når havet efter 206 kilometer. Avrinningsområdet består mestadels av skog (65 procent) och sankmarker (33 procent). Avrinningsområdet har 0,06 kvadratkilometer vattenytor vilket ger det en sjöprocent på 0,2 procent.